# Carlo l'Ami
Carlo l'Ami (Leiden, 20 juli 1966) is een Nederlands voormalig  voetballer die als doelman speelde. Na zijn voetbalcarrière werd hij keeperstrainer.

## Spelerscarrière
Als kind begon hij met voetballen bij de plaatselijke voetbalclub in Wassenaar RKSV Blauw-Zwart. Op zijn zestiende debuteerde hij in het eerste team in de tweede klasse. Hij deed CIOS en reed begin 1986 de Elfstedentocht waarna hij met een rugblessure kampte aan het begin van zijn overstap naar het profvoetbal bij Excelsior.
L'Ami debuteerde op 26 april 1987 voor Excelsior. Hij werd kort verhuurd aan PSV 
en daarna aan SVV. Hij stapte over naar SVV waar hij een seizoen de vaste sluitpost was. Nadat hij in het seizoen 1990/1991 niet meer aan keepen kwam bij SVV, vertrok hij weer en maakte het seizoen af voor Dordrecht'90. Na afloop van het seizoen fuseerden de clubs tot SVV/Dordrecht'90. Via SC Heracles en Sparta Rotterdam kwam hij in 1993 bij sc Heerenveen terecht, waar hij weer vaste keeper zou worden. In 1996 speelde hij nog kortstondig voor SC Cambuur, alvorens hij naar Telstar vertrok. Na twee jaar in Velsen vertrok hij naar Rotterdam om zijn carrière af te sluiten, eerst vier jaar bij de club waar hij begon, Excelsior. In het seizoen 2002/2003 was hij reserve-keeper bij Feyenoord, waarvoor hij driemaal in actie kwam.

## Trainerscarrière
Hij was keeperstrainer bij Feyenoord (2004–2006) en Excelsior (2003-2004 en 2006–2007). Van juli 2007 tot medio 2020 was L'Ami de keeperstrainer bij AFC Ajax. Hierna bleef hij aan Ajax verbonden. Medio 2021 ging hij naar Al-Wahda FC in de Verenigde Arabische Emiraten waar Henk ten Cate de hoofdtrainer is.

## Erelijst
Als speler
 PSV
- Eredivisie: 1988/89
- KNVB beker: 1988/89

 SVV
- Eerste divisie: 1989/90

Als keeperstrainer
 Ajax
- Eredivisie: 2010/11, 2011/12, 2012/13, 2013/14, 2018/19
- KNVB beker: 2009/10, 2018/19
- Johan Cruijff Schaal: 2007, 2013, 2019

 Club Brugge
- Eerste klasse A: 2021/22